# Magnétosphère de Jupiter
Vous lisez un « article de qualité » labellisé en 2010.
La magnétosphère de Jupiter est une cavité créée dans le vent solaire par le champ magnétique de la planète. C'est la plus vaste et la plus puissante magnétosphère planétaire au sein du système solaire, et la plus large structure continue du système solaire après l'héliosphère. Elle s'étend sur plus de sept millions de kilomètres en direction du Soleil, et quasiment jusqu'à l'orbite de Saturne dans la direction opposée. Plus large et plus plate que la magnétosphère terrestre, elle est plus forte d'un ordre de grandeur, tandis que son moment magnétique est environ 18 000 fois plus grand. L'existence du champ magnétique de Jupiter a été déduite à partir des observations de ses émissions radio à la fin des années 1950, puis il a été observé effectivement par la sonde Pioneer 10 en 1973.
Le champ magnétique interne de Jupiter est produit par des courants électriques circulant dans le noyau externe de la planète, qui est composé d'hydrogène métallique. Les éruptions volcaniques sur la lune Io de Jupiter éjectent de grandes quantités de dioxyde de soufre dans l'espace, formant un grand tore de gaz autour de la planète. Le champ magnétique de Jupiter force le tore à tourner avec la même vitesse angulaire et dans la même direction que la planète. Le tore à son tour charge le champ magnétique avec du plasma, lequel s'étale en formant un magnéto-disque. En effet, la magnétosphère de Jupiter est façonnée par le plasma de Io et par sa rotation propre, là où les vents solaires façonnent la magnétosphère terrestre. De forts courants circulant dans la magnétosphère créent des aurores permanentes autour des pôles de la planète et des émissions radio intenses et fluctuantes, ce qui signifie que Jupiter peut être considérée comme un pulsar radio très faible. Les aurores de Jupiter ont été observées dans presque toutes les régions du spectre électromagnétique, notamment dans l'infrarouge, dans la lumière visible, dans l'ultraviolet et dans les rayons X.
L'action de la magnétosphère piège et accélère les particules, produisant d'intenses ceintures de rayonnement semblables à la ceinture de Van Allen terrestre, mais des milliers de fois plus forte. L'interaction des particules énergétiques avec les surfaces des plus grandes lunes galiléennes de Jupiter affecte sensiblement leurs propriétés chimiques et physiques. Ces mêmes particules affectent le mouvement des particules à l'intérieur du système d'anneaux de Jupiter et en sont affectées en retour. Les ceintures de radiations présentent un danger important pour les satellites qui le traversent, et potentiellement pour l'homme.

## Structure
La magnétosphère de Jupiter est une structure complexe qui comprend une onde de choc, une magnétopause, une queue de magnétosphère et un magnéto-disque, ainsi que d'autres composants. Le champ magnétique autour de Jupiter est le produit de différentes sources parmi lesquelles, la circulation des fluides dans le cœur de la planète (le champ interne), des courants électriques dans le plasma autour de Jupiter et des courants circulant à la limite de la magnétosphère de la planète. La magnétosphère est incorporée au sein du plasma des vents solaires qui porte le champ magnétique interplanétaire.

### Champ magnétique interne
La majeure partie du champ magnétique de Jupiter, comme celui de la Terre, est produite par une dynamo soutenue par la circulation d'un fluide conducteur dans son noyau externe. Mais alors que le noyau de la Terre est fait de fer et de nickel, celui de Jupiter est composé d'hydrogène métallique. À l'instar de celui de la Terre, le champ magnétique de Jupiter est essentiellement dipolaire, avec les pôles nord et sud magnétiques à l'extrémité d'un unique axe magnétique. Toutefois, contrairement au cas de la Terre, le pôle nord du dipôle est situé dans l'hémisphère nord de la planète et le pôle sud du dipôle réside dans son hémisphère sud,. Le champ de Jupiter a aussi des quadrupôles, des octupôles et des composantes supérieures, mais elles sont d'une intensité moins d'un dixième de fois celle de la composante dipolaire.
Le dipôle est incliné à environ 10° de l'axe de rotation de Jupiter ; cette inclinaison est comparable à celle de la Terre (11,3°). L'intensité du champ magnétique est d'environ 428 μT (4,28 G), ce qui correspond à un dipôle ayant un moment magnétique de 1,53 × 1014 T m3. Par comparaison avec la Terre, Jupiter a un champ magnétique dix fois plus puissant et un moment magnétique 18 000 fois plus large,.
Les récentes analyses de la sonde Juno ont montré que le champ magnétique global de Jupiter valait 7,766 G, une valeur près de deux fois supérieure à la précédente communément admise.
Le champ magnétique de Jupiter tourne à la même vitesse que la région sous son atmosphère, avec une période de 9 h 55 m. Aucun changement dans la puissance ou dans la structure n'a été observé depuis les premières mesures effectuées par le programme Pioneer dans les années 1970.

### Dimension et forme
Le champ magnétique interne de Jupiter protège son atmosphère de toute interaction directe avec le vent solaire, un flux de particules ionisées émis par le Soleil. Il éloigne ce vent solaire et crée une cavité, dans le flot du vent solaire, appelée magnétosphère et composée d'un plasma différent de celui du vent solaire. La magnétosphère jovienne (celle de Jupiter) est si importante que le Soleil et sa couronne visible seraient entièrement inclus dans ce volume. Si ce phénomène pouvait être observé depuis la Terre, il apparaîtrait cinq fois plus grand que la pleine lune bien qu'il soit presque 1 700 fois plus éloigné.

Une représentation d'artiste du concept de magnétosphère :
1 : Onde de choc
2 : Magnétogaine
3 : Magnétopause
4 : Magnétosphère
5 : Lobe de magnéto-queue boréale
6 : Lobe de magnéto-queue australe
7 : Plasmasphère

Comme avec la magnétosphère terrestre, la limite qui sépare le vent solaire, plus froid et plus dense, et la magnétosphère jovienne, plus chaude et moins dense, est appelée magnétopause. Sa distance jusqu'au centre de la planète est de 45  à   100 Rj (où Rj=71 492 km est le rayon de Jupiter) au point subsolaire. La position de la magnétopause dépend de la pression exercée par le vent solaire, qui à son tour dépend de l'activité solaire. En face de la magnétopause (à environ 80  à   130 Rj du centre de la planète) réside l'onde de choc, une perturbation comparable à un sillage dans le vent solaire causée par cette collision avec la magnétosphère,. La région entre l'onde de choc et la magnétopause est appelée la magnétogaine.
Du côté opposé de la planète, le vent solaire étire les lignes du champ magnétique de Jupiter en une longue traînée, appelée magnéto-queue, qui quelquefois peut s'étendre bien au-delà de l'orbite de Saturne. La structure de cette traînée est similaire à celle de la Terre. Elle consiste en deux lobes (les zones bleues sur la figure), avec un champ magnétique dans le lobe sud, pointant vers Jupiter, alors que le lobe nord pointe à l'extérieur. Les lobes sont séparés par une fine couche de plasma. Comme son homologue terrestre, la queue jovienne est un canal par lequel le plasma solaire pénètre dans les régions intérieures de la magnétosphère, où il est chauffé et forme les ceintures de radiations à des distances inférieures à 10 Rj de Jupiter.
La forme de la magnétosphère de Jupiter, décrite ci-dessus, est soutenue par la nappe de courant neutre (aussi connue comme le courant de magnéto-queue), qui s'enroule suivant la rotation de Jupiter, ainsi que par la queue de la nappe de plasma, qui s'écoule à contre-sens de la rotation de Jupiter, mais aussi par la limite extérieure des courants de la magnétosphère (ou courants de Chapman-Ferraro), qui se jettent à contre-courant de la magnétopause diurne. Ces différents courants créent un champ magnétique qui annule le champ interne à l'extérieur de la magnétosphère. Ils interagissent également sensiblement avec le vent solaire.
La magnétosphère de Jupiter est traditionnellement divisée en trois parties : la partie interne, la partie centrale et la partie externe. La partie interne est située à une distance inférieure à 10 Rj de la planète. Le champ magnétique interne reste approximativement un dipôle parce que les contributions des courants circulant dans les nappes de plasma magnétosphérique sont négligeables. Dans la partie centrale (entre 10  et   40 Rj) et dans la partie externe (au-delà de 40 Rj) de la magnétosphère, le champ magnétique n'est pas un dipôle car il est sérieusement altéré par ses interactions avec la nappe de plasma (voir Magnéto-disque ci-dessous).

### Rôle de Io

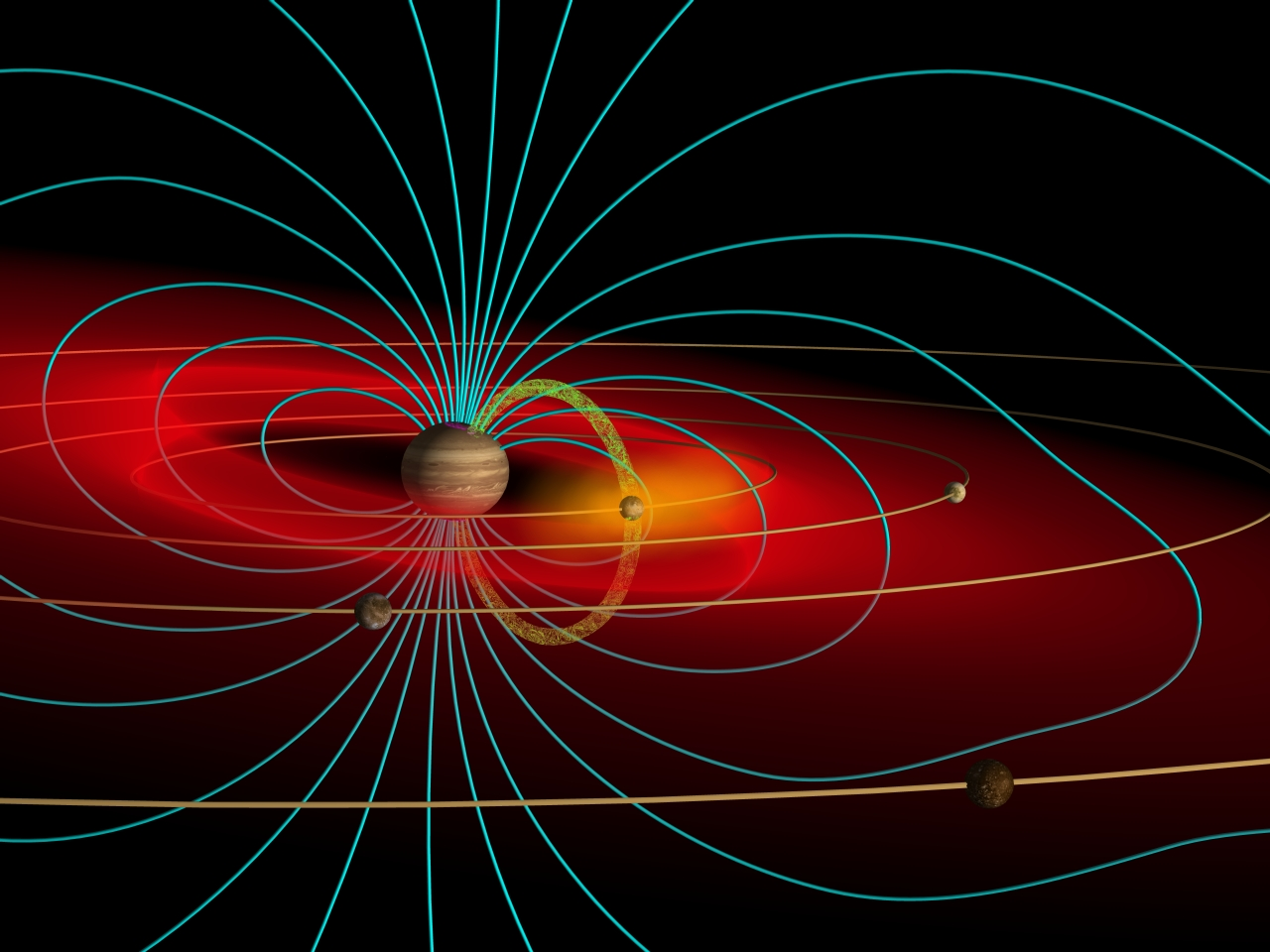
Représentation de la magnétosphère de Jupiter et de ses composants, influencés par Io (proche du centre de l'image) : le tore de plasma (en rouge), le nuage neutre (en jaune), le tube de flux (en vert) et les lignes du champ magnétique (en bleu).

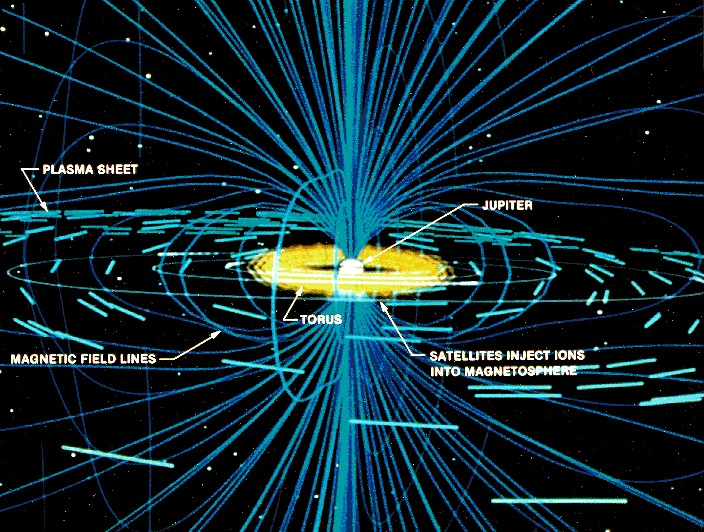
Interaction de Io avec la magnétosphère de Jupiter. Le tore de plasma de Io est en jaune.

Bien que, globalement, la forme de la magnétosphère de Jupiter ressemble à celle de la Terre, sa structure est très différente à proximité de la surface. Io, lune galiléenne au volcanisme intense, est une puissante source de plasma qui charge la magnétosphère de Jupiter avec plus de 1 000 kg de matière par seconde. Les puissantes éruptions volcaniques de Io émettent un large volume de dioxyde de soufre, dont la majeure partie est dissociée en atomes et ionisée par le rayonnement ultraviolet du Soleil, produisant des ions de sulfure et d'oxygène : S+, O+, S2+ et O2+. Ces ions s'échappent de l'atmosphère du satellite et forment le tore de plasma de Io : un anneau épais et relativement frais de plasma entourant Jupiter, situé près de l'orbite de la lune. L'énergie du plasma dans le tore est de 10  à   100 eV, soit une température de 100 000  à   1 000 000 K, ce qui est nettement inférieur à celle des particules dans les ceintures de radiations, qui est de 10 keV (100 millions K). Le plasma du tore est en co-rotation avec Jupiter, ce qui signifie qu'ils tournent de façon synchrone et partagent donc la même période de rotation. Le tore de Io modifie fondamentalement la dynamique de la magnétosphère de Jupiter.
Par l'entremise de différents processus, dont la diffusion et l'échange d'instabilité sont les principaux, le plasma s'échappe lentement de l'orbite jovienne. Comme le plasma s'éloigne de la planète, la vitesse des courants circulant dans le tore augmente progressivement pour maintenir la co-rotation. Ces courants radiaux sont aussi la source de la composante azimutale du champ magnétique qui se replie en conséquence contre la rotation. La densité de particules dans le plasma décroît, de 2 000 par centimètre cube dans le tore à proximité de Io à environ 0,2 par centimètre cube à la distance de 35 Rj. Dans la magnétosphère moyenne, à des distances supérieures à 20 Rj de Jupiter, le phénomène de co-rotation diminue progressivement et le plasma commence à tourner plus lentement que la planète. Finalement, à des distances supérieures à 40 Rj (dans la magnétosphère externe), ce plasma échappe complètement au champ magnétique et quitte la magnétosphère par la magnéto-queue. Alors que le plasma froid et dense initialement produit s'échappe vers l'extérieur de la magnétosphère, il se transforme progressivement en un plasma plus chaud et plus dilué avec une énergie de 20 keV, soit environ 200 000 000 K. Ce plasma est échauffé adiabatiquement à proximité de Jupiter.

### Magnéto-disque
Alors que le champ magnétique terrestre prend grossièrement la forme d'une larme, celui de Jupiter est plus aplati et ressemble davantage à un disque qui oscille périodiquement autour de son axe. La principale raison de cette configuration est la force centrifuge induite par le plasma en co-rotation, qui distend les lignes de champ magnétique de Jupiter, formant une structure ressemblant à une galette aplatie, un « magnéto-disque », à des distances supérieures à 20 Rj de la planète. Le magnéto-disque a un fin feuillet de courant dans le plan central approximativement à proximité de l'équateur magnétique. Les lignes de champ magnétique s'éloignent de Jupiter au-dessus du feuillet et vont vers Jupiter au-dessous. La charge de plasma provenant de Io élargit considérablement la taille de la magnétosphère de Jupiter parce que le magnéto-disque crée une pression interne supplémentaire qui équilibre la pression du vent solaire. En l'absence de Io, la distance de la planète à la magnétopause au point subsolaire ne dépasserait pas 42 Rj, alors qu'il est de 75 Rj en moyenne.
La configuration du champ du magnéto-disque est maintenue par des anneaux de courant azimutal qui s'écoulent en tournoyant à travers la couche de plasma équatorial. La force de Lorentz résultant de l'interaction de ce courant avec le champ magnétique planétaire crée une force centripète qui empêche le plasma en co-rotation de s'échapper de la planète. Le courant total de l'anneau contenu dans la couche équatoriale est estimé pouvant aller de 90  à   160 millions d'ampères,.

## Dynamiques

### Corotation et courants radiaux

Le champ magnétique de Jupiter et sa pression magnétique sur le plasma.
1 : Aurore
2 : Io
3 : Europe
4 : Ganymède
5 : Callisto
6 : Tore ionien
7 : Nappe de courant
8 : Courant direct
9 : Courant radial
10 : Courant de retour

Le principal moteur de la magnétosphère de Jupiter est la rotation de la planète. À cet égard, Jupiter est similaire au générateur unipolaire. Quand Jupiter tourne, sa ionosphère se déplace relativement au champ magnétique dipolaire de la planète. Étant donné que le moment magnétique dipolaire pointe dans le sens de la rotation, la force de Lorentz, induite par ce mouvement, dirige les électrons chargés négativement vers les pôles tandis que les ions chargés positivement sont poussés vers l'équateur. En conséquence, les pôles se chargent négativement et les régions proches de l'équateur se chargent positivement. Comme la magnétosphère de Jupiter est remplie d'un plasma fortement conducteur, à travers lui, le circuit électrique est fermé. Un courant, appelé le courant continu, coule le long des lignes de champ magnétique de l'ionosphère vers la couche de plasma équatorial. Ce courant circule alors radialement loin de la planète au sein de la couche de plasma équatorial et revient dans l'ionosphère aux confins de la magnétosphère, le long des lignes de champ reliées aux pôles. Les courants qui circulent le long des lignes de champ magnétique sont généralement appelés courants alignés ou courants de Birkeland. Le courant radial interagit avec le champ magnétique planétaire et la force de Lorentz qui en résulte accélère le plasma de la magnétosphère dans le sens de rotation de la planète. C'est le principal mécanisme qui maintient la co-rotation du plasma dans la magnétosphère de Jupiter.
Le courant qui circule de l'ionosphère vers la couche de plasma est particulièrement fort lorsque la partie correspondante de la couche de plasma tourne plus lentement que la planète. Comme mentionné ci-dessus, la co-rotation s'atténue très fortement dans la région située entre 20  et   40 Rj de Jupiter. Cette région correspond au magnéto-disque où le champ magnétique est très distendu. Les forts courants circulant dans le magnéto-disque sont originaires d'une zone latitudinale très limitée d'environ 16° ± 1° autour des pôles magnétiques de Jupiter. Ces régions étroites et circulaires correspondent à l'aurore ovale (voir ci-dessous). Le courant qui revient s'écoule à partir de la magnétosphère externe au-delà de 50 Rj et pénètre dans l'ionosphère de Jupiter près des pôles, fermant le circuit électrique. Le courant radial total dans la magnétosphère de Jupiter est estimé de 60  à   140 millions d'ampères,.
L'accélération du plasma dans la co-rotation provoque un transfert d'énergie de la rotation de Jupiter vers l'énergie cinétique du plasma,. En ce sens, la magnétosphère de Jupiter est impulsée par la rotation de la planète, alors que la magnétosphère terrestre est alimentée principalement par le vent solaire.

### Instabilité d'interface et reconnexion
La principale difficulté rencontrée pour comprendre la dynamique de la magnétosphère jovienne est le transport de plasma froid et lourd depuis le tore situé à 6 Rj jusqu'à l'extérieur de la magnétosphère à plus de 50 Rj. Le processus précis n'est pas connu mais l'hypothèse la plus souvent retenue est que ce phénomène est dû à l'instabilité des interfaces d'échange du plasma. Le processus serait similaire à l'instabilité de Rayleigh-Taylor en dynamique des fluides. Dans le cas de la magnétosphère jovienne, les forces centrifuges jouent le rôle de la gravité ; le liquide lourd et froid est le plasma jovien dense (issu de Io), et le liquide léger et chaud est le plasma beaucoup moins dense de la magnétosphère externe. L'instabilité conduit à un échange entre les parties extérieure et intérieure de la magnétosphère du tube de flux rempli de plasma. La dynamique fait progresser les tubes vides de flux vers la planète, tout en repoussant les tubes lourds, remplis avec le plasma ionien, loin de Jupiter. Cet échange de tubes de flux est une forme de la turbulence magnétosphérique.

La magnétosphère de Jupiter vue depuis son pôle nord

Cet hypothétique échange de tube de flux fut partiellement confirmé par la sonde Galileo qui détecta des régions ayant une densité fortement réduite de plasma et une force accrue dans la magnétosphère intérieure. Ces vides peuvent correspondre aux tubes de flux quasi-vide en provenance de la magnétosphère externe. Dans la magnétosphère moyenne, Galileo a détecté des événements dits d'injection qui se produisent quand du plasma chaud issu des couches externes percute le magnéto-disque, conduisant à une augmentation du flux de particules énergétiques et à un champ magnétique renforcé. Aucun mécanisme n'est actuellement capable d'expliquer le transport, vers les couches extérieures, du plasma froid issu de Io.
Quand les tubes de flux chargés avec du plasma ionien froid atteignent la magnétosphère extérieure, ils passent par un processus de reconnexion qui sépare le champ magnétique du plasma. Le champ magnétique revient vers la magnétosphère interne sous la forme de tubes de flux remplis de plasma chaud et moins dense, alors que le plasma froid est probablement éjecté par la magnéto-queue sous la forme de plasmoïdes. Les processus de reconnexion peuvent être à la source des événements de reconfiguration globaux également observés par la sonde Galileo et qui ont lieu régulièrement tous les deux ou trois jours. Ces événements de reconfiguration incluent habituellement des variations rapides et chaotiques de l'intensité du champ magnétique et de sa direction, ainsi que des changements abrupts dans le mouvement du plasma qui arrête alors de suivre le mouvement co-rotatif et commence à s'écouler vers l'extérieur. Ils ont été principalement observés dans le secteur de l'aube de la magnétosphère nocturne. Le plasma qui s'écoule dans la queue le long des lignes de champs ouvertes est appelé le vent de la planète,.
Les évènements de reconnexion sont analogues aux orages magnétiques dans la magnétosphère terrestre. La différence semble être leurs sources d'énergie respectives : les sous-orages terrestres nécessitent un stockage de l'énergie du vent solaire dans la magnétosphère suivi de sa libération à travers un événement de reconnexion dans la feuille de courant neutre de la queue. Celui-ci crée également un plasmoïde qui descend le long de la queue. A contrario, dans la magnétosphère de Jupiter, l'énergie de rotation qui est stockée dans le magnéto-disque est libérée lorsqu'un plasmoïde s'en détache.

### Influence du vent solaire
Bien que la dynamique de la magnétosphère jovienne dépende principalement de sources d'énergie internes, le vent solaire a probablement aussi un rôle, particulièrement en tant que source de protons de haute énergie,. La structure de la magnétosphère externe reproduit quelques caractéristiques de la magnétosphère solaire pilotée par les vents, incluant une asymétrie significative entre l'aube et l'aurore. En particulier, les lignes de champs magnétiques dans le secteur du crépuscule couchant sont courbées dans la direction opposée à celles du secteur de l'aurore naissante. De plus, la magnétosphère du côté de l'aube contient des lignes de champs ouvertes, connectées à la magnéto-queue, là où du côté du crépuscule de la magnétosphère les lignes de champs sont fermées sur elles-mêmes. Toutes ces observations indiquent qu'un processus de reconnexion piloté par les vents solaires peut aussi prendre place dans la magnétosphère jovienne,.
L'étendue de l'influence du vent solaire sur la dynamique de la magnétosphère de Jupiter est inconnue au début du XXIe siècle. Néanmoins, il peut être particulièrement fort lors d'activités solaires intenses. Les émissions radio et optiques jusque dans le spectre des ultraviolets de l'aurore, ainsi que les émissions de synchrotrons depuis la ceinture de radiation, montrent toutes des corrélations avec la pression du vent solaire, indiquant qu'il pourrait piloter la circulation du plasma ou moduler le processus interne de la magnétosphère,,.

## Émissions

### Aurores

Image de l'aurore nord de Jupiter, montrant la principale aurore ovale, les émissions polaires, et les spots créés par l'interaction avec les satellites naturels de Jupiter.

Jupiter a des aurores, lumineuses et persistantes, autour des deux pôles. Contrairement aux aurores de la Terre, qui sont transitoires et ne se produisent que lors d'activités solaires accrues, celles de Jupiter sont permanentes même si leur intensité varie de jour en jour. Elles se composent essentiellement de trois éléments :
1. les ovales principaux qui sont clairs, étroits (moins de 1 000 km de largeur) et faits d'éléments circulaires situés à environ 16° par rapport aux pôles magnétiques[43] ;
2. les spots auroraux des lunes, qui correspondent aux empreintes des lignes de champ magnétique connectant leurs ionosphères à celle de Jupiter ;
3. les émissions polaires éphémères situées au sein des principaux ovales[43],[44]. Bien que les émissions des aurores soient détectées sur l'ensemble du spectre électromagnétique, depuis les ondes radio jusqu'aux rayons X (jusqu'à 3 keV), elles sont plus lumineuses dans l'infrarouge moyen (longueur d'onde de 3  à   14 μm) et dans les régions du spectre de l'ultraviolet profond (longueur d'onde entre 80  et   180 nm)[9].

Les ovales principaux sont la partie dominante des aurores joviennes. Ils ont une structure et une position stables mais leur intensité est fortement modulée par la pression du vent solaire - plus le vent solaire est fort, plus les aurores boréales sont faibles,. Comme mentionné ci-dessus, les principaux ovales sont maintenus par les influx importants d'électrons accélérés par la perte de potentiel électrique entre le plasma du magnéto-disque et l'ionosphère jovienne. Ces électrons transportent des courants alignés sur les champs qui maintiennent la co-rotation du plasma dans le magnéto-disque. Les baisses de potentiel se développent parce que le plasma, rare en dehors de la section équatoriale, ne peut transporter qu'un courant d'une puissance limitée. Les électrons ont une énergie de précipitation dans la gamme de 10  à   100 keV et pénètrent profondément dans l'atmosphère de Jupiter où ils ionisent et excitent l'hydrogène moléculaire à l'origine des émissions ultraviolettes. L'apport total d'énergie dans l'ionosphère est de 10  à   100 TW. En outre, les courants circulant dans l'ionosphère chauffent celle-ci par effet Joule. Ce chauffage, qui produit jusqu'à 300 TW de puissance, est responsable du rayonnement infrarouge fort des aurores de Jupiter et partiellement responsable du chauffage de la thermosphère de Jupiter.
| Émission                     | Jupiter   | spot de Io        |
| ---------------------------- | --------- | ----------------- |
| Radio (KOM, <0,3 MHz)        | ~1 GW     | ?                 |
| Radio (HOM, 0,3–3 MHz)       | ~10 GW    | ?                 |
| Radio (DAM, 3–40 MHz)        | ~100 GW   | 0,1–1 GW (Io-DAM) |
| IR (hydro-carbones, 7–14 μm) | ~40 TW    | 30–100 GW         |
| IR (H3+, 3–4 μm)             | 4–8 TW    | 30–100 GW         |
| Visible (0,385–1 μm)         | 10–100 GW | 0,3 GW            |
| UV (80–180 nm)               | 2–10 TW   | ~50 GW            |
| Rayons X (0,1–3 keV)         | 1–4 GW    | ?                 |

Il a été établi que les spots correspondent aux trois lunes galiléennes : Io, Europe et Ganymède,. L'apparition de ces spots est due au fait que la co-rotation du plasma est ralentie au voisinage des lunes. Le spot le plus lumineux est lié à Io qui est la principale source du plasma présent dans la magnétosphère (voir ci-dessus). Le spot ionien est supposé associé aux ondes d'Alfvén coulant depuis l'ionosphère jovienne jusqu'à l'ionosphère ionienne. Les spots d'Europe et de Ganymède sont moins intenses car ces lunes sont de faibles sources de plasma en raison de la sublimation de la glace à leur surface.
Des arcs brillants et des spots apparaissent sporadiquement à l'intérieur de l'ovale principal. Ces phénomènes éphémères sont supposés être liés à l'interaction avec les vents solaires. Les lignes de champ magnétique dans cette région sont supposées ouvertes ou mappées sur la magnéto-queue. Les ovales secondaires observés à l'intérieur de l'ovale principal peuvent être liés à la frontière entre les lignes de champ magnétique ouvertes et fermées ou aux cornets polaires. Les émissions aurorales polaires sont similaires à celles observées autour des pôles de la Terre : dans les deux cas, elles apparaissent lorsque les électrons sont accélérés vers la planète par la chute de potentiel lors de la reconnexion du champ magnétique solaire avec celui de la planète. Les régions au sein des deux principaux ovales émettent la majorité des rayons X des aurores. Le spectre de ces rayons X auroraux est composé des raies d'oxygène et de soufre hautement ionisés qui apparaissent probablement quand ces ions, possédant une énergie de plusieurs centaines de kiloélectronvolts, sont précipités dans l'atmosphère polaire de Jupiter. La source de ces précipitations reste inconnue.

### Jupiter en tant que pulsar
Jupiter est une puissante source d'ondes radios dans les régions du spectre allant de quelques kilohertz à des dizaines de mégahertz. Les ondes radios avec une fréquence de moins de 0,3 MHz (et donc avec des longueurs d'onde supérieures à 1 km) sont appelées les rayonnements kilométriques joviens ou KOM. Les fréquences dans l'intervalle de 0,3  à   3 MHz (avec une longueur d'onde de 100  à   1 000 mètres) sont appelées les rayonnements hectométriques ou HOM, et les émissions dans l'intervalle de 3  à   40 MHz (avec une longueur d'onde de 10  à   100 mètres) sont référencées sous le terme rayonnement décamétrique ou DAM. Ce dernier type de rayonnement fut le premier à être observé depuis la Terre et sa périodicité d'environ 10 heures aida à identifier son origine, la planète Jupiter. La partie la plus puissante des émissions décamétriques, relative à Io et au système Io-Jupiter, est appelée Io-DAM,.

Le spectre radio de Jupiter comparé avec le rayonnement kilométrique de Neptune, Uranus, la Terre, et Saturne

La majorité de ces émissions est supposée produite par un mécanisme appelé Instabilité Maser Cyclotron qui se développe à proximité des aurores, quand les électrons rebondissent et sont projetés entre les pôles. Les électrons impliqués dans la production des ondes radio sont probablement ceux qui transportent des courants à partir des pôles de la planète jusqu'au magnétodisque. L'intensité des émissions radio de Jupiter varie généralement en douceur au cours du temps. Toutefois, Jupiter émet périodiquement de brèves mais puissantes rafales (S-bursts en anglais, ou encore "Sursaut-millisecondes") qui peuvent éclipser toutes les autres composantes du spectre. La puissance totale émise par la composante de DAM est d'environ 100 GW, tandis que la puissance des composantes HOM et KOM est d'environ 10 GW. En comparaison, la puissance totale des émissions de radios terrestres est d'environ 0,1 GW.
Les émissions de particules et les émissions radio sont fortement modulées par la rotation de la planète, ce qui la rend, en un sens, similaire à un pulsar. Cette modulation périodique est probablement induite par des asymétries dans la magnétosphère jovienne qui sont causées par l'inclinaison du moment magnétique par rapport à l'axe de rotation ainsi que par les anomalies magnétiques aux hautes latitudes. La physique qui régit les émissions radio de Jupiter est similaire à celle des pulsars radio. Elles ne diffèrent que par l'échelle, aussi Jupiter peut être considéré comme un pulsar radio très faible. En outre, les émissions radio de Jupiter dépendent fortement de la pression du vent solaire et, par conséquent, de l'activité solaire.
En plus de rayonnements dont la longueur d'onde est relativement longue, Jupiter émet aussi du rayonnement synchrotron (aussi connu sous le nom de rayonnement décimétrique de Jupiter ou rayonnement DIM) avec des fréquences dans la gamme de 0,1  à   15 GHz (longueur d'onde de 0,02  à   3 m) qui est le Bremsstrahlung d'électrons relativistes piégés dans les ceintures de radiation internes de la planète. L'énergie des électrons qui contribuent aux émissions DIM est de 0,1  à   100 MeV, tandis que le principal apport vient des électrons ayant une énergie dans la gamme de 1  à   20 MeV,. Ce rayonnement est bien compris et a été utilisé depuis le début des années 1960 pour étudier la structure du champ magnétique de la planète et des ceintures de radiations. Les particules dans les ceintures de radiation sont originaires de la magnétosphère externe et sont adiabatiquement accélérées quand elles sont transportées vers la magnétosphère interne.
La magnétosphère de Jupiter éjecte des flux d'électrons de haute énergie et d'ions dont l'énergie peut aller jusqu'à des dizaines de mégaélectronvolts qui voyagent aussi jusqu'à l'orbite terrestre. Ces flux sont très collimatés et varient selon la période de rotation de la planète, comme les émissions radio. À cet égard, Jupiter est similaire à un pulsar.

## Interaction avec les anneaux et les lunes
La vaste magnétosphère de Jupiter enveloppe son système d'anneaux et les orbites des quatre satellites galiléens. Orbitant à proximité de l'équateur magnétique, ces corps célestes servent de sources et de puits au plasma magnétosphérique, tandis que les particules énergétiques de la magnétosphère altèrent leur surface. Les particules crépitent hors du matériau de surface et créent des modifications chimiques par radiolyse. Le plasma en co-rotation avec la planète favorise les interactions avec les hémisphères de fuite des lunes, provoquant des asymétries hémisphériques notables. En outre, les larges champs magnétiques des lunes contribuent au champ magnétique jovien.

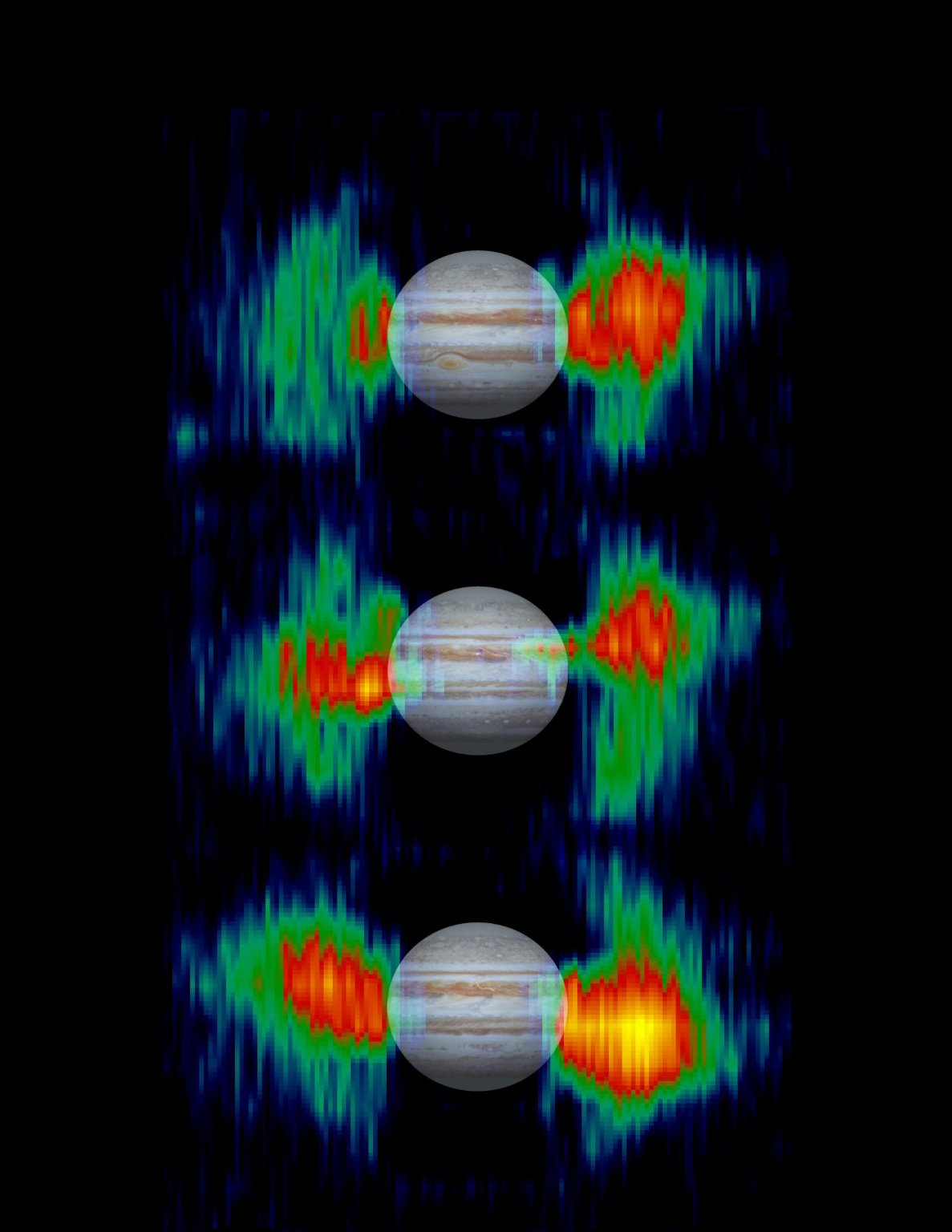
Ceinture de radiation variable de Jupiter

À proximité de Jupiter, les anneaux de la planète et les petites lunes absorbent les particules de haute énergie des ceintures de radiations (énergie autour de 10 keV). Cela crée des lacunes importantes dans la répartition spatiale de la ceinture et cela se répercute sur le rayonnement synchrotron décimétrique. En fait, l'hypothèse de l'existence d'anneaux autour de Jupiter a d'abord été émise sur la base de données de la sonde Pioneer 11 qui a détecté une forte baisse du nombre d'ions de haute énergie à proximité de la planète. Le champ magnétique planétaire influe fortement sur le mouvement des anneaux de particules de taille inférieure au micromètre qui acquièrent une charge électrique sous l'influence du rayonnement ultraviolet solaire. Leur comportement est similaire à celui des ions co-rotatifs. L'interaction de résonance entre les particules en co-rotation et le mouvement orbital du halo est considéré comme responsable de la création de l'anneau intérieur de Jupiter (situé entre 1,4  et   1,71 Rj) qui est composé des particules sub-micrométriques sur une orbite hautement inclinée et excentrée. Les particules proviennent de l'anneau principal. Cependant, quand on dérive vers Jupiter, l'orbite des anneaux est modifiée par la forte résonance de Lorentz 3:2 située à 1,71 Rj, ce qui augmente leur inclination et les excentricités. Une autre résonance de Lorentz 2:1 à 1,4 Rj définit la borne inférieure du halo.
Toutes les lunes galiléennes ont une atmosphère ténue avec une pression en surface dans un intervalle de 0,01  à   1 nbar. Celle-ci supporte à son tour une ionosphère avec une densité électronique dans l'intervalle de 1 000  à   10 000 cm-3. Le flux du plasma magnétosphérique froid en co-rotation est partiellement dévié autour des lunes par les courants induits dans leurs ionosphères, créant des structures en forme de coin connues sous le nom d'ailes d'Alfvén. L'interaction des larges lunes avec le flux en co-rotation est similaire à l'interaction entre le vent solaire et les planètes dépourvues de champ magnétique, comme Vénus, bien que la vitesse de co-rotation soit usuellement subsonique (les vitesses varient de 74  à   328 km/s), ce qui prévient la formation d'une onde de choc. Sous la pression continue du plasma en co-rotation, des nappes de gaz sont arrachées de l'atmosphère des lunes (particulièrement sur celle de Io) et certains de ces atomes sont ionisés et entrent en co-rotation. Ce processus crée des gaz et un tore de plasma dans le sillage des lunes, le tore ionien étant le plus proéminent. En effet, les satellites galiléens (essentiellement Io) servent de principales sources de plasma dans les magnétosphères interne et moyenne de Jupiter. Cependant, les particules énergétiques sont largement épargnées par les ailes d'Alfvén et ont librement accès à la surface des lunes (à l'exception de Ganymède).

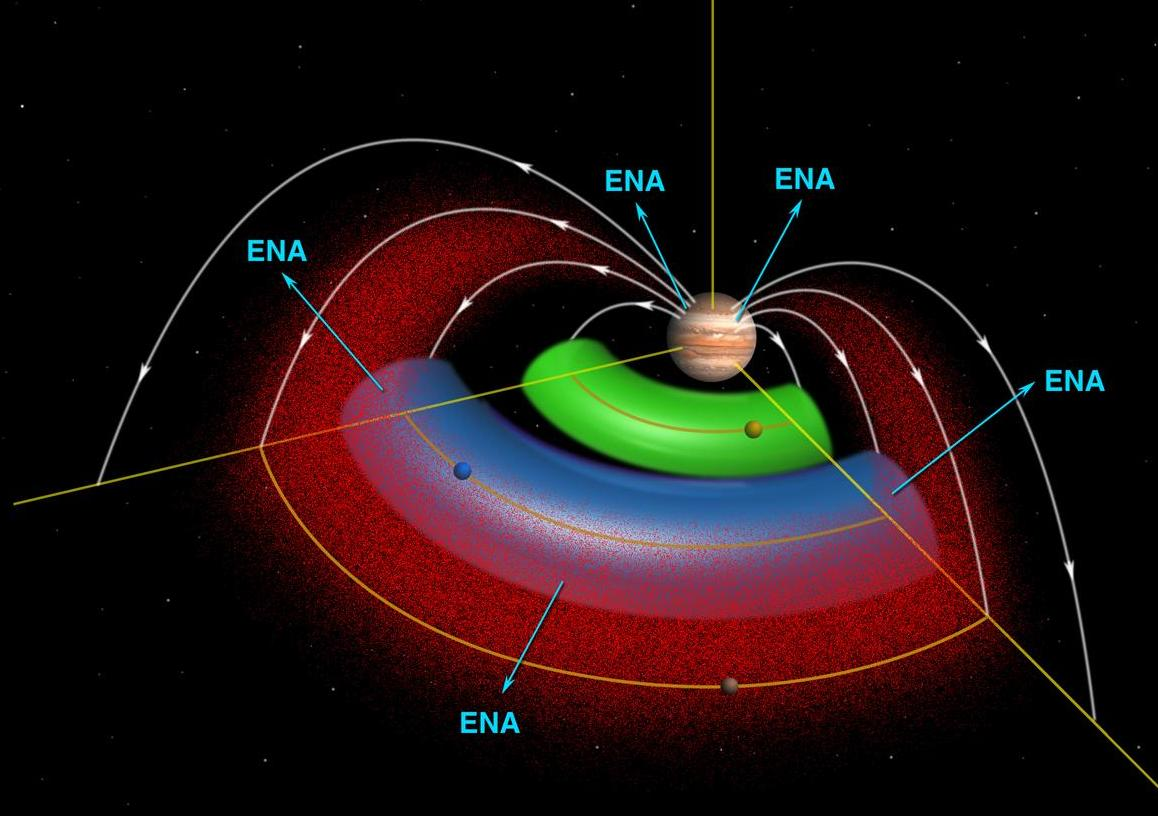
Tore de Plasma créé par Io et Europe

Les lunes galiléennes de glace, Europe, Ganymède et Callisto, créent toutes un moment magnétique en réponse aux changements dans le champ magnétique de Jupiter. Ces différents moments dipolaires magnétiques créent autour d'eux des champs magnétiques qui agissent pour compenser les changements dans le champ ambiant. L'induction est censée prendre place dans les couches souterraines d'eaux salées qui sont susceptibles d'exister dans l'ensemble des grandes lunes glacées de Jupiter. Ces océans souterrains peuvent potentiellement abriter la vie et les preuves de leur présence étaient l'une des plus importantes découvertes faites dans les années 1990 par un engin spatial. La magnétosphère de Jupiter étant intense jusqu'au niveau de l'orbite d'Europe, elle exerce également une influence sur les ions présents dans son océan. Cela provoque un courant océanique d'une vitesse de quelques centimètres par seconde et dans un sens contraire à celui de la rotation d'Europe. Ce phénomène pourrait être responsable des failles observées à la surface du satellite.
L'interaction de la magnétosphère de Jupiter avec Ganymède, qui a un moment magnétique intrinsèque, se distingue de son interaction avec les lunes non magnétisées. Le champ magnétique interne de Ganymède creuse une cavité dans la magnétosphère de Jupiter avec un diamètre d'environ deux fois le diamètre de Ganymède, créant une mini-magnétosphère au sein de la magnétosphère de Jupiter. Le champ magnétique de Ganymède détourne le flux de plasma en co-rotation autour de sa magnétosphère. Il protège également des particules énergétiques les régions équatoriales de la lune, où les lignes de champ sont fermées. Ce dernier peut tout de même atteindre librement les pôles de Ganymède, où les lignes de champ sont ouvertes. Certaines de ces particules énergétiques sont piégées près de l'équateur de Ganymède, créant ainsi des mini-ceintures de radiations. Les électrons énergétiques entrant dans sa mince atmosphère sont responsables des aurores polaires ganymèdiennes observées. Les particules chargées ont une influence considérable sur les propriétés de surface des lunes galiléennes. Le plasma provenant de Io transporte les ions de soufre et de sodium loin de la planète, où ils sont implantés, préférentiellement, sur les hémisphères de fuite d'Europe et de Ganymède,. Sur Callisto toutefois, pour des raisons inconnues, le soufre est concentré sur l'hémisphère avant. Le plasma peut également être responsable du noircissement des hémisphères de fuite des lunes (encore une fois, à l'exception de Callisto). Les électrons et les ions énergétiques, le flux de ces derniers étant plus isotrope, bombardent la surface de glace et pulvérisent des atomes et des molécules en provoquant des radiolyses des molécules d'eau et d'autres composés chimiques. Les particules énergétiques rompent l'eau en oxygène et hydrogène et maintiennent une mince atmosphère d'oxygène sur ces lunes glacées (l'hydrogène s'échappe plus rapidement). Les composés produits par radiolyse à la surface des satellites galiléens incluent également de l'ozone et de l'eau oxygénée. Si les carbonates sont présents, du dioxyde de carbone, du méthanol et de l'acide carbonique peuvent également être produits. La présence de sulfures, notamment avec des produits tels que du dioxyde de soufre, du disulfure d'hydrogène et de l'acide sulfurique, est également possible. Les oxydants produits par radiolyse, tels que l'oxygène et l'ozone, peuvent être capturés à l'intérieur des glaces et transportés en profondeur, vers les océans souterrains, sur des intervalles de temps géologiques, fournissant ainsi une source d'énergie possible pour la vie.

## Découverte et exploration

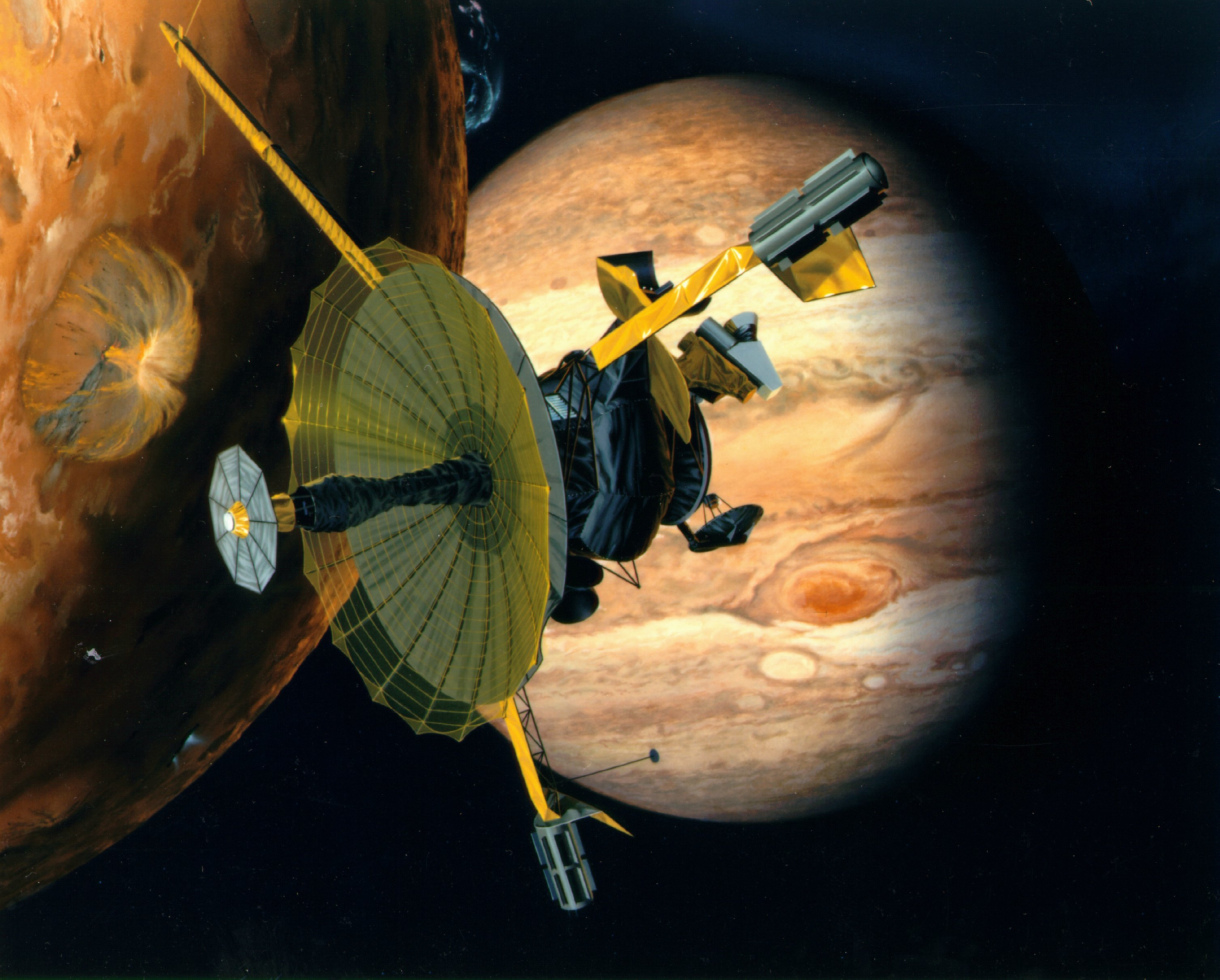
Image d'artiste de la sonde Galileo aux abords de Io.

Il a été suggéré que les émissions radio de la magnétosphère de Jupiter pouvaient avoir été entendues pour la première fois par Nikola Tesla en 1899, quand il clama avoir reçu des signaux radio des martiens. Mars et Jupiter étaient à proximité l'un de l'autre dans le ciel à cette époque. La première preuve de l'existence du champ magnétique du Jupiter est apportée en 1955, avec la découverte des radio-émissions décamétriques ou DAM. Comme le spectre du DAM est étendu jusqu'à 40 MHz, les astronomes ont conclu que Jupiter devait posséder un champ magnétique avec une force d'environ 1 millitesla (10 gauss). En 1959, les observations dans la partie des micro-ondes du spectre électromagnétique (EM) (de 0,1  à   10 GHz) conduisent à la découverte des rayonnements décimétriques joviens (DIM) et à la prise de conscience qu'il s'agissait de rayonnement synchrotron émis par des électrons relativistes piégés dans les ceintures de radiation de la planète. Ces émissions synchrotron ont été utilisées pour estimer le nombre et l'énergie des électrons autour de Jupiter et ont conduit à de meilleures estimations du moment magnétique et de son inclinaison. En 1973, le moment magnétique était connu dans un intervalle allant du simple au double, tandis que l'inclinaison était correctement estimée à 10° environ. La modulation de DAM de Jupiter par Io (le DAM dit de Io) a été découverte en 1964 et a permis de déterminer avec précision la période de rotation de Jupiter. La découverte définitive du champ magnétique de Jupiter eut lieu en décembre 1973 lorsque la sonde Pioneer 10 a survolé la planète,.
De 1973 à 2009, huit sondes ont croisé le voisinage de Jupiter et toutes ont contribué aux connaissances actuelles de la magnétosphère jovienne. La première sonde spatiale à atteindre Jupiter fut Pioneer 10, en décembre 1973, qui est passée à 2,9 Rj du centre de la planète,. Sa jumelle Pioneer 11 visita Jupiter un an plus tard, voyageant le long d'une trajectoire très inclinée et s'approchant de la planète jusqu'à 1,6 Rj. Elle a fourni la meilleure couverture disponible du champ magnétique interne. Le niveau de rayonnement à proximité de Jupiter était dix fois plus puissant que les concepteurs de Pioneer ne l'avait supposé, ce qui fit craindre que la sonde ne puisse survivre à la traversée. Cependant, avec quelques accrocs mineurs, elle a réussi à traverser les ceintures de radiation, sauvée en grande partie par le fait que la magnétosphère de Jupiter avait « tangué » légèrement vers le haut à ce moment, s'éloignant de l'engin spatial. Pioneer 11 a perdu la plupart des images de Io car le rayonnement engendra sur son système d'imagerie polarimètre un certain nombre de commandes fallacieuses. Par la suite, les engins spatiaux Voyager, bien plus avancés technologiquement, ont dû être repensés pour faire face à ce niveau massif d'irradiation.
Les sondes Voyager 1 et 2 sont arrivées à proximité de Jupiter en 1979 et 1980 et ont voyagé presque dans son plan équatorial. Voyager 1, qui est passé à moins de 5 Rj du centre de la planète, était la première à rencontrer le tore de plasma de Io. Voyager 2 est passé à 10 Rj et a découvert la queue dans le plan équatorial. La sonde suivante qui approcha Jupiter fut Ulysses en 1992. Elle étudia la magnétosphère polaire de la planète.
La sonde Galileo, qui a été mise en orbite autour de Jupiter de 1995 à 2003, a fourni une couverture exhaustive du champ magnétique de Jupiter près du plan équatorial, à des distances allant jusqu'à 100 Rj. Les régions étudiées comprenaient des secteurs de la magnétosphère tels que la magnéto-queue, l'aube et le crépuscule de la magnétosphère. Bien que Galileo survécut avec succès à l'environnement très radiatif de Jupiter, il subit néanmoins quelques problèmes techniques. En particulier, les gyroscopes du vaisseau spatial ont souvent cumulé des erreurs. Plusieurs fois, des arcs électriques se sont produits entre les pièces en rotation et celles qui ne l'étaient pas, l'amenant à entrer en mode sécurisé, ce qui a conduit à la perte totale des données provenant des 16e, 18e et 33e orbites. Le rayonnement a également causé des changements de phase de l'oscillateur à quartz ultra-stable de Galileo.
Quand la sonde Cassini survola Jupiter en 2000, elle conduisit des mesures coordonnées avec celles de Galileo. La dernière sonde ayant visité Jupiter était New Horizons en 2007. Elle conduisit une étude unique de la magnéto-queue jovienne, voyageant jusqu'à 2 500 Rj sur toute sa longueur. La couverture de la magnétosphère de Jupiter reste encore beaucoup moins bien connue que le champ magnétique terrestre. Les futures missions, Juno par exemple, sont importantes pour mieux comprendre la dynamique de la magnétosphère jovienne. Cette dernière a montré en 2019 un lien entre variations séculaires du champ magnétique et vents joviens
En 2003, la NASA a conduit une étude conceptuelle appelée « Exploration humaine des planètes extérieures » (HOPE) concernant l'exploration future du système solaire externe. La possibilité de créer une base sur la surface de Callisto a été évoquée en raison des faibles niveaux de rayonnement autour de la lune de Jupiter et de sa stabilité géologique. Callisto est le seul satellite galiléen de Jupiter sur lequel l'exploration humaine est possible. Les niveaux de rayonnements ionisants sur Io, Europa et Ganymède sont incompatibles avec la vie humaine et des mesures de protection adéquates doivent encore être élaborées.